# Komárov (district d'Olomouc)
Pour les articles homonymes, voir Komárov.
Komárov (en allemand : Komarn) est une commune du district et de la région d'Olomouc, en République tchèque. Sa population s'élevait à 220 habitants en 2023.

## Géographie
Komárov se trouve à 6 km au nord-ouest de Šternberk, à 19 km au nord d'Olomouc, à 74 km à l'ouest d'Ostrava et à 204 km à l'est-sud-est de Prague.
La commune est limitée par Paseka au nord, par Řídeč à l'est et par Mladějovice au sud et à l'ouest.

## Histoire
La première mention écrite de la localité date de 1408.

## Transports
Par la route, Komárov se trouve à 6 km de Šternberk, à 23 km d'Olomouc et à 239 km de Prague.